# Whitley City
Whitley City är administrativ huvudort i McCreary County i Kentucky. Orten har fått sitt namn efter militären William Whitley. Enligt 2010 års folkräkning hade Whitley City 1 170 invånare.